# Handball Club Herstal
Pour les articles homonymes, voir HC Herstal.
Ne pas confondre avec la Jeunesse Sportive Herstal et le HC Inter Herstal, deux autres clubs de la localité d'Herstal.
Dernière mise à jour : 17 juillet 2025.
Le Handball Club Herstal ou plus communément HC Herstal, nommé de 1992 à 2001, HC Herstal-Liège, de 2001 à 2007, HC Herstal/Ans et de 2007 à 2009, VOO HC Herstal est un club belge de handball, situé à Herstal près de Liège.
Important club dans les années 1990, Herstal remporta le Championnat de Belgique en 1991 ainsi que deux trophées en Coupe de Belgique en 1992 et en 1996.
Porteur du matricule 58, Herstal évolua vingt-et-une saisons au plus haut niveau et participa également à neuf campagnes européennes. Affilié à la LFH, le club liégeois disparaît en 2009 après 49 ans d'existence à l'issue d'une fusion avec le ROC Flémalle.
Le club est reformé en 2013, à la suite du déménagement du Herstal-Flémalle vers Grâce-Hollogne. Une partie des anciens membres du comité herstalien récupère alors le matricule 585 du club grâcieux-hollognois et fusionne avec le club nouvellement formé du HC Trooz, donnant naissance au HC Herstal-Trooz.
À la suite de la faillite du club de Grâce-Hollogne en 2019, le comité herstallien saisit l’opportunité de reprendre le matricule 6, permettant au club d’évoluer à nouveau en division nationale. À cette occasion, il retrouve sa dénomination historique de HC Herstal.
Ce retour aux sources est pleinement achevé en 2025, lorsque l’Union royale belge de handball autorise la restauration du matricule 58, originellement porté par le club jusqu’en 2009.

## Histoire
| Division   | Nombres de saisons | Saisons |
| ---------- | ------------------ | --- |
| Division 1 | 21                 | 1977/1978, 1981/1982, 1982/1983, 1983/1984, 1984/1985, 1985/1986, 1986/1987, 1988/1989, 1990/1991, 1991/1992, 1992/1993, 1993/1994, 1994/1995, 1995/1996, 1996/1997, 1997/1998, 1998/1999, 1999/2000, 2000/2001, 2002/2003, 2005/2006 |

### Les débuts
Le club est fondé en 1960 par une poignée d'enseignants du Collège Saint-Lambert, il obtient le matricule 58. Rapidement, le HC Herstal monte en puissance, accédant à la Division 3 en 1970, puis à la Division 2, l'année suivante, l'équipe est alors entraîné par Chief Wauben.
Lors de la saison 1976/1977, les Jaune et Noir parviennent à réaliser un nouvel exploit en se hissant en Division 1. Ainsi, après la Jeunesse sportive Herstal et le Handball Club Inter de Herstal, le Handball Club Herstal est la troisième formation herstalienne à intégrer l'élite handballistique belge. L'enthousiasme est toutefois de courte durée. Ne réussissant pas à se maintenir, le matricule 58 termine bon dernier et retourne aussitôt en Division 2.

### L’âge d'or
Après trois saisons en Division 2, le HC Herstal retrouve le haut niveau et compte bien y rester. Cela débute, en effet, par l’acquisition du club par Jean-Marie Valkeners en 1988. Les premiers objectifs du tout nouvel homme fort sont de rétablir l'équilibre financier au sein du club ainsi que d'engager un nouvel entraîneur qui se trouve être Thierry Herbillon. Tout ceci coïncide avec plus d'heures d’entraînements et des stages à l’étranger.

#### 1988-1989: Qualification européenne
Ces changements s'avéreront bénéfiques pour Herstal qui réalise une superbe saison 1988-1989, arrivant quatrième du championnat lors de la saison régulière. Les Liégeois se loupent néanmoins lors des Play-offs et terminent finalement cinquième. En Coupe de Belgique, les armuriers réalisent également une formidable saison, arrivant en finale de la compétition, les hommes de Thierry Herbillon s'imposent face aux Limbourgeois du Sporting Neerpelt. Dans une rencontre assez équilibrée, la première mi-temps se terminant sur le score de 10 à 7 en faveur du Sporting, le HCH se voit malheureusement priver de Jean-Michel Dubuc et de Pierre François pour la seconde période, blessés. Dès lors, l'issue du match ne fait plus aucun doute. Le Sporting Neerpelt s'imposa effectivement 23 à 17 en réalisant pour la troisième fois consécutive le doublé Coupe-Championnat. Une performance du club flamand qui permit aux Herstaliens de décrocher un tout premier ticket européen.

#### 1989-1990: Première saison en Europe
À l’occasion de la saison 1989-1990, Herstal troque sa casquette d'outsider contre celle de prétendant direct au titre. Ce changement se marque par le renforcement du noyau avec notamment deux transferts en provenance de l'Initia HC Hasselt, Luc Brouwers et Jean-Luc Grandjean.
Malgré ces renforts et le ticket européen, les choses ne débutent pas de la plus belle des manières. Après une courte victoire, 14 à 15 chez le promu du Sporta Evere, les armuriers concèdent, en effet, une large défaite, 16 à 26, face au Sasja. Un début de saison non-rassurant, avant d'affronter les Néerlandais du HV Aalsmeer, alors convaincants quant à eux dans leur championnat. Pourtant, à domicile, les Liégeois réussissent à créer l'exploit en remportant le match aller, 23 à 20, dans une confrontation où Herstal peut compter sur un excellent Jean-Luc Grandjean, auteur de sept réalisations. Le match retour aux Pays-Bas est alors très attendu pour les hommes de Thierry Herbillon qui rêvent de confirmer ce bon résultat. Les Herstaliens sont, toutefois, défaits sur le score de 15 à 12. Une même différence de but qu'à l'aller, mais qui avantagea Aalsmeer grâce à une meilleure différence de but à l'extérieur (20 contre 12),. Éliminé au premier tour de cette Coupe des vainqueurs de coupe (C2), Herstal ne peut s'en prendre qu'à lui-même avec trois penaltys sur quatre ratés ainsi qu'un but des Néerlandais concédé sur un coup franc direct qui d'un coup assassin scella le score et par extension cette élimination.
En Coupe de Belgique, le HC Herstal se fait surprendre en quarts de finale par l'Union beynoise, lors d'une rencontre où les jaune et noir n'auront pas fait d'illusion car même si au début, le score est plutôt serré passant de 2 à 3 ; à 4 à 4, les Beynois prirent rapidement une petite avance qu'ils garderont pour finalement s'imposer 15 à 12.
Contrairement à la Coupe d'Europe ou à la Coupe nationale, les armuriers réalisent une très bonne saison en Championnat, malgré les petites défaites susmentionnées en début de saison, le club signe son meilleur résultat depuis son existence en terminant la phase classique à la troisième place. Qualifiés pour les Play-offs, les armuriers affrontent le deuxième de cette phase classique, le KV Sasja HC Hoboken, lors d'une demi-finale se déroulant en double confrontation. N'étant pas favori, le match est pourtant des plus disputés par les deux formations qui se quittent, à la pause, par un 10 à 8 en faveur du Sasja. Les Anversois améliorent même leur avance à la sortie des vestiaires, le marquoir passant à 14 à 10, une avance qui sera finalement conserver par le Sasja. Au match retour, à Herstal, devant rattraper ce déficit de quatre buts, le défi s'annonce compliqué pour les armuriers. Et pourtant, poussé par son public, longtemps faisant jeu égal, menant 10 à 8 au repos, le HC Herstal compte bien arracher cette qualification. Une qualification confirmée lors de la seconde période, Herstal réussit, grâce à six réalisations consécutives, à passer 18 à 11. Bien lancé, le HCH s'impose pour l'accès à la finale du championnat en ponctuant la partie sur le score de 21 à 16
En finale, opposée au tenant du titre, du Sporting Neerpelt, Herstal se rend au Dommelhof pour la première manche de cette finale. Lors de cette rencontre, les champions en titre prennent tout de suite le match en main avec un 3 à 1, mais Herstal raccroche au score qui passe de 6 à 5. C'est alors que le Sporting voit deux de ses cadres sortir sur blessures, Loots et Smeets. Les Liégeois ne parviennent toutefois pas à en profiter et les Limbourgeois gardent cet avantage à la pause. Lors de la seconde période, Herstal parvient à passer devant avec un 9 à 10, conservé jusqu'à 13 à 14 puisqu'à ce moment les Campinois infligent trois buts d'affilée et prirent définitivement l'avantage dans une rencontre se concluant 19 à 15. Devant, comme en demi-finale, rattraper un déficit de quatre buts, le match retour ne débute pas bien pour les jaune et noir. Comme à l'aller, Neerpelt prend un meilleur départ, passant de 0 à 3 à 1 à 6, et malgré un sursaut d’orgueil, 6 à 9, les armuriers ne parviennent pas à prendre l'avantage dans une première période se terminant sur le score de 7 à 12. En seconde mi-temps, Herstal retrouve son jeu et revient à 14 à 16, et même à égaliser, 18 partout. Mais à 23 partout, Neerpelt émerge et remportent cette manche retour sur le score de 24 à 26. Malgré cette défaite en finale, ce résultat de vice-champion de Belgique confirme la place que, désormais, le matricule 58 occupe au sein du handball belge, une place récompensée par une seconde participation européenne.

#### 1990-1991: Le titre de champion
Lors de l'entre-saison, bien qu' Herstal doit déplorer les départs de Luc Brouwers ou de Lionel Orban, elle voit les arrivées du portier polonais, Jaroslaw Flont, et surtout du meneur de jeu des triples champions de Belgique du Sporting Neerpelt, Joseph Delpire, alors considéré comme un des meilleurs handballeurs belges. Disposant ainsi d'un noyau renforcé, le HCH est alors un des concurrents les plus sérieux pour le titre de Champion de cette saison 1990/1991.
Vice-champion de Belgique, le HC Herstal débute cette saison par la Coupe d'Europe, plus précisément en Coupe IHF, une compétition jouée pour la première fois par les jaune et noir qui se voient opposer à la formation suisse du ZMC Amicitia Zürich. Lors du match aller, à Herstal, les jaune et noir réussissent l'exploit de tenir en échec les Helvètes, normalement supérieur, dans une rencontre se terminant sur le score de 16 partout. En Suisse, la rencontre est aussi équilibrée qu'à Herstal, les deux formations faisant jeu égale, du moins jusqu'à 14 partout. Les Herstaliens réussissent, en effet, grâce à Thierry Dubuc, Jean-Michel Dubuc ainsi que Jean-Luc Grandjean, à faire la différence et à finalement s'imposer 19 à 20. Une qualification alors historique pour le club belge. Au tour suivant, les armuriers tombent face au prestigieux club yougoslave du RK Borac Banja Luka. Face à l'ancien vainqueur de la C1 en 1976, Herstal reçoit en premier. Lors de cette rencontre, le matricule 58 réalise une grosse prestation : grâce à une défense agressive et une attaque réaliste, Herstal mène ainsi 10 à 5 à la 22e minute. Mais, Banja Luka réussit à réduire cette avance jusqu'à faire même passer, lors des toutes dernières minutes, le score à leur avantage, 19 à 20. Joseph Delpire réussit, toutefois, à convertir un dernier penalty, scellant le score à 20 partout. Comme au premier tour, les hommes de Thierry Herbillon ont alors l'obligation de s'imposer à l'extérieur ou, dans ce cas, de réaliser une égalité supérieure à 20. En Yougoslavie, les Liégeois font jeu égal avec leur adversaire durant une bonne partie de la première période, le score à la mi-temps étant de 13 à 11. En seconde période, le HC Herstal ne lâche rien et rend coup pour coup mais ne parvient pas à combler ce retard de deux buts (16-14 puis 18-16). Mais, pénalisés lourdement par des arbitres slovaques, 12 penaltys contre 2 pour le HCH, il n'y aura pas de miracles pour des Herstaliens qui sont défaits sur le score de 26 à 18 face au futur vainqueur de l'édition.
Sur le plan national, le club réussit à se qualifier pour les play-offs à l'issue d'une phase classique où les armuriers perdirent chez tous ses rivaux directs, mais restèrent invaincus dans sa salle de La Ruche. Le club entame donc des play-offs où il est vu comme le favori pour le titre. Sacre que les hommes de Thierry Herbillon peuvent décrocher lors de l'avant-dernière journée de ce tour final. Une cinquième journée où les armuriers reçoivent les Anversois de l'Olse Merksem HC et même si, les joueurs de la métropole réussissent à faire douter les Liégeois, le score passant de 8 à 9, au repos, à 12 à 13, les hommes de Thierry Herbillon renversent la tendance à 20 à 14 pour finalement s'imposer sur le score de 24 à 18. Une victoire, synonyme de sacre absolu pour les armuriers qui remportent leur tout premier titre de Champion de Belgique. Ainsi, le Handball Club Herstal ramène le précieux sacre à Liège, 14 ans après le Progrès HC Seraing, et 20 ans après leur défunt voisin du HC Inter Herstal.
Les joueurs n'ont, toutefois, pas le temps de fêter le titre qu'ils doivent jouer la finale de la Coupe de Belgique huit jours plus tard. Une finale qui aura lieu à La Ruche, soit à domicile pour le matricule 58. Mais, lors de l'ultime match de la saison, le HC Herstal n'est nulle part. Épuisés physiquement, les Herstaliens ne mènent qu'une seule fois lors du 0 à 1, et même si les deux équipes jouent plus ou moins d'un jeu égal, Hasselt réussit à prendre une avance confortable pour finalement s'imposer 26 à 23.

#### 1991-1992: La saison de la confirmation
Champions de Belgique, les armuriers peuvent compter sur leur entraîneur Thierry Herbillon qui décide de resigner pour une saison,. De plus, le matricule 58 peut également s'appuyer sur Jean-Luc Grandjean et Joseph Delpire qui reste aussi en terre liégeoise. Une formation complétée notamment par Richard Gérard, Alain Fresnay ou  encore Raphaël Crnjak.
Champion et qualifié en Coupe des clubs champions (C1), la plus prestigieuse compétition de handball pour club, le HCH est, comme la saison précédente en Coupe IHF, confronter à un club zurichois, le Grasshopper Club Zurich. Une assez grosse cylindrée pour les Liégeois étant donné que le meilleur buteur des Jeux olympiques de 1988, le sud-coréen Kang Jae-won, y évolue.
Lors du match aller, à La Ruche, Herstal démarre d'entrée de jeu, menant 3 à 1, mais les helvétiques réussissent à revenir à 4 à 4. Les armuriers prennent alors l'ascendant, avec un 7 à 4, mais encore une fois le Grasshopper ne laisse pas les Belges filer et passent même devant, 7 à 8. Le premier acte se conclut toutefois en faveur du HCH, 12 à 10. Bien plus équilibrée, se tenant à pas plus de deux buts, la seconde période est des plus disputées. Un chassé-croisé qui faillit même se terminer en faveur des Suisses sans une dernière concrétisation de Thierry Dubuc qui scella le résultat à vingt secondes de la fin, à 21 partout.
Au match retour, en Suisse, le HC Herstal tient bon. Mené de quelques buts pendant une bonne partie de la première mi-temps, les Liégeois réussissent même à prendre l'avantage à la pause, 10 à 11. La seconde période est tout aussi serrée, le marquoir passant de 12 à 12 ; à 19 à 19. Mais, en fin de match, Herstal craque et voit le Grasshopper Club passer devant et prendre le large. Défait sur le score de 26 à 22, les Liégeois sortent une nouvelle fois au premier tour avec les honneurs.
Au niveau national, après s’être défait de leur voisin du AA Vottem, 24 à 9 en huitième de finale, puis du KV Sasja HC Hoboken en quart de finale,, et du HC Eynatten en demi-finale,, Herstal réussit pour la troisième fois, dont la deuxième fois d'affilée, l'exploit de se qualifier en finale de la Coupe de Belgique. Une finale qui, comme en 1989, l'oppose au Sporting Neerpelt. Comme l'année précédente, la finale se déroule à La Ruche, ce qui n'avait toutefois pas souris aux Herstaliens. Privé de Jean-Luc Grandjean, blessé, cette confrontation face aux Limbourgeois est très disputée. Herstal parvient à rapidement creuser l'écart passant de 9 à 6 ; à 12 à 8, mais Neerpelt peut, en effet, compter sur Skalski, le meilleur homme de match, qui ramène la formation campinoise à 12 à 11 au repos. Le deuxième acte est plus brouillon, les deux équipes prennent à tour de rôle les devants sur l'autre. Et, même si, dans les toutes dernières secondes, Richard Gérard parvient à fixer le score 20 à 19 en faveur des Liégeois, les Campinois concrétise également par le billet de Bakalar qui arrache la prolongation dans les tout dernier instant de la partie. Des prolongations qui débutent mal pour Herstal, Neerpelt prenant deux buts d'avance, 20 à 22. Les jaune et noir parviennent néanmoins à inscrire quatre buts grâce à Alain Frenay, Jean-Michel Dubuc et, par deux fois, Joseph Delpire. Un score qui ne bougea plus et qui permet au Handball Club Herstal de décrocher sa toute première Coupe de Belgique.
En championnat, malgré un des meilleurs effectifs du handball belge, le HCH termine seulement à la troisième place de la phase classique, synonyme tout de même de qualification pour les Play-offs. Enregistrant une victoire face au Sporting Neerpelt, les Play-offs débutent de la meilleure des manières pour Herstal, toutefois, la formation herstalienne est défaite à l'issue de la seconde journée lors du derby l'opposant à l'Union beynoise. Bien qu'on aurait pu croire qu'il ne s'agissait que d'un faux pas de la part d' Herstal, il s'est avéré que le reste des Play-offs fut des plus laborieux pour le HCH qui, avec seulement un partage et une victoire, se trouve bon dernier avec cinq points. Une saison en demi-teinte pour le matricule 58 qui n'arrive donc pas à conserver son titre.

### Le HC Herstal-Liège

#### 1992-1994: Objectifs revus à la baisse
À l'aube de la saison 1992/1993, le HC Herstal décide de déménager de son fief Herstal pour Liège. Le club quitte dès lors La Ruche pour le Hall Omnisports de Bressoux, salle récemment rénovée et élargie, mais surtout, répondant aux normes européenne. De plus, le club se renomme le Handball Club Herstal-Liège et modifie ses couleurs passant du jaunes et noirs aux jaunes et bleu.
Sur le plan sportif, les mosans doivent faire face aux nombreux départs, un total de neufs joueurs dont certains partis chez le concurrent limbourgeois du Initia HC Hasselt et des voisins beynois. De même, l’entraîneur Thierry Herbillon quitte ses fonctions. Pour pallier son départ, le HCHL fait appel au service de Luc Vercauteren, passé par le Sporta Evere et le KV Sasja HC Hoboken. Le club signe également une multitude de transferts entrant dont Joris Stiers, Piet Vandenbroucke, considéré comme le meilleur gardien de l'époque, Jarek Bartek, Luc Deltombe, Oriano Vergnanini ou encore Bernard Destexhe.
Le premier objectif pour cette équipe, assez remaniée, est de convaincre. Qualifié en Coupe d'Europe des vainqueurs de coupes, les Liégeois pourront ainsi rapidement se mettre en avant. Lors de cette nouvelle campagne européenne, les désormais jaunes et bleu se retrouvent confronter à leur bourreau de l'an passé, le Grasshopper Club Zurich. Contrairement à la saison dernière, le match aller a lieu en Suisse, une partie que le Herstal-Liège perdit sur le score de 18 à 21, soit une différence de trois buts qui permet aux Liégeois d'encore espérer à une qualification au match retour. Un espoir permit étant donné que les Herstaliens sont des plus convaincants au retour. S'imposant sur le large score de 16 à 23, le matricule 58 réussit à arracher sa première qualification européenne. En huitième de finale, les hommes de Luc Vercauteren se trouvent opposés à un gros morceau, à savoir les espagnols du CBM Alzira Avidesa. Il n'y aura toutefois pas de miracles pour les mosans qui face aux ibériques concède deux défaites et sortent des compétitions européennes sur le lourd score total de 55 à 33 (27-16 ; 28-17).
Au niveau national, Herstal-Liège ne se montre pas aussi convaincant qu'en Europe, enchaînant même les défaites, la direction décide alors de limoger Vercauteren pour le remplacer par l'ancien entraîneur de beyne, Jacky Bar. Malgré cette petite période de déclin, le club se qualifie laborieusement pour les play-offs grâce à une troisième place décrochée au terme de la saison régulière. Dans ces Play-offs, le matricule 58 ne termine qu'avec six petits points, avec un total de 2 victoires et quatre défaites. Ne remportant qu'un match dans sa salle, le HC Herstal-Liège finit la saison sur cette même troisième place. Une place qui leur permit néanmoins de se qualifier en Coupe d'Europe. Pour ce qui est de la Coupe de Belgique, alors tenant du titre, Herstal-Liège se fait sortir par l'Initia HC Hasselt, 26 à 29, lors des quarts de finale et ne rééditera ainsi pas son exploit,.
Conservant Jacky Bar à la tête de l'équipe, le matricule 58 se sépare de nombreux joueurs en fin de carrière durant l'intersaison. Par conséquent, le noyau du HCHL est assez jeune pour cette nouvelle saison 1993-1994. Néanmoins, le principal objectif du club reste les Play-offs. Il est à noter que cette saison fut affectée par une malheureuse affaire extra-sportive concernant Joseph Delpire. Le meneur de jeu des jaunes et bleu, considéré comme l'un des meilleurs joueurs belges de cette époque, signe un contrat avec Jean-Marie Valkeners, le président du club, stipulant qu'il restait sous contrat avec le club mosan pour une énième saison. Néanmoins, lors du début de la saison des transferts, il déposa une demande de transfert pour rejoindre l'Initia HC Hasselt, mais le HC Herstal-Liège n'a pas trouvé d'accords avec le club flamand pour son transfert. Valkeners estimait que le joueur bruxellois valait un million de francs belges (24 789,40 €) avant de redescendre à 700 000 mille francs belges (17 352,58 €), alors que Joseph ne valait que 150 000 francs belges (3 718,41 €). Bloqué à Herstal, Joseph déclara d'emblée qu'il ne jouera pas avec le maillot d' Herstal cette saison.
Sur le plan sportif, les Mosans, qualifiés en Coupe des Villes (C4), compétition nouvellement créée, sont opposés aux Macédoniens du RK Metalurg Skopje. Lors du match aller, à Bressoux, les Liégeois arrivent à arracher l'exploit, 22 à 21. Avec cet avantage, Herstal-Liège peut encore espérer une qualification pour le tour suivant. Mais, en Macédoine, les hommes de Jacky Bar concèdent une large défaite, 19 à 29, synonyme d'élimination. Au niveau national, les résultats ne sont pas convaincants. Après un début de saison complètement raté, une élimination en huitième de finale de la Coupe de Belgique par son rival et voisin de l'Union beynoise, le HCHL est complètement largué en championnat. Terminant à la sixième place, 12 points derrière le dernier qualifier des Play-off, le club décide de refaire appel à Thierry Herbillon pour rétablir la situation la saison prochaine.

#### 1994-1997: Toujours présent
Éliminé, comme la saison précédente, en huitième de finale de la Coupe de Belgique. Herstal-Liège vise un bon résultat dans un championnat qu'Hasselt survole. Terminant à la seconde place de la phase classique, le HCHL réussit son premier objectif : se qualifier en Play-off. Dans ce tour final, les jaune et bleu peuvent redevenir champion s'ils gagnent tous leurs matches et en particulier ceux contre l'Initia. Deux matchs contre Hasselt se déroulant lors de la 3e et 4e journée. Malheureusement pour les hommes de Thierry Herbillon, après avoir concédé une défaite chez leur rival, 22 à 19, les Herstaliens ne font pas mieux en étant défaits 15 à 20 à Bressoux. Néanmoins, le club peut se targuer d'avoir réussi à réaliser une très bonne saison en championnat, terminant vice-champions, synonyme de retrouvailles européennes.
Lors de la saison 1995-1996, le HC Herstal-Liège est pointé comme l'un des favoris au titre. Ceci s'explique par une campagne de transferts importante enregistrées par le club mosan. L'arrivée des Beynois Perio et Pilorizzo, de l'ailier néerlandais Robert Nijdam et du retour de Jean-Luc Grandjean renforce ainsi le noyau du matricule 58.
Qualifiés en Coupe EHF (C3), les hommes de Thierry Herbillon peuvent rapidement se mettre en avant. Dans ce nouveau parcours européen, les Herstaliens sont confrontés pour la troisième fois de leur histoire en Coupe d'Europe, à un club suisse. Le Kadetten Schaffhausen. Il n'y aura toutefois pas de miracle lors de cette double confrontation. Défait d'un déficit de sept buts en Suisse, 25 à 18, les armuriers arrivent néanmoins à accrocher les Helvètes à domicile, 22 à 21. Ce qui s'avérera insuffisant pour continuer l'aventure européenne. Cette élimination surprend les observateurs, tout comme le début de saison médiocre du club principautaire. Les choses ne s'arrangeront pas pour les Liégeois qui voient Jean-Marie Valkeners quitter ses fonctions à la tête du HC Herstal-Liège. Après avoir amené Herstal sur les devants de la scène handballistique belge, glanés deux trophées et surtout ramené le titre à Liège, 14 ans après Seraing, le mécéné liégeois décide de quitter ses fonctions, des fonctions qui reviendront à son homonyme Louis Deltombe, éphémère nouveau président du club qui sera rapidement remplacé par Harry Valkeners,. Après ces deux départs, un nouveau survient lors de la fin janvier, celui de l'entraîneur Thierry Herbillon et de son adjoint Christian Vebert, limogés à cause des résultats peu satisfaisants. La nouvelle direction promut alors Alex Wagner, qui s'occupait de la réserve, à la tête de l'équipe fanion.
Sur un plan plus sportif, le HC Herstal-Liège réalise une superbe campagne en Coupe de Belgique, vainqueur du KV Sasja HC en huitième de finale, de l'Olse Merksem HC en quart et du tenant du titre de l'Initia HC Hasselt en demi, les armuriers se retrouvent confronter au KTSV Eupen 1889 dans une finale 100 % wallonne, ce qui n'était plus arrivé depuis 1961 et la victoire du ROC Flémalle sur l'Union beynoise. Dans une ambiance survoltée, à Charleroi, après un mince avantage de 10 à 9 à la pause, les armuriers emmenés par un excellent Luc Deltombe, 7 buts, réussissent pour la seconde fois de leur histoire à remporter la Coupe de Belgique en s'imposant sur le score de 28 à 22. Assurés, dès lors, d'une qualification en Europe, les jaune et bleu continuent sur leur lancée en championnat, terminant la phase classique à la troisième place. En Play-off, vainqueur de tous ses matchs à domicile, les défaites contre l'Union beynoise et l'Initia HC Hasselt mais surtout la suprématie de ce dernier (4 victoires et 1 nul) ne permettront pas aux Liégeois de décrocher un deuxième sacre de champion, terminant à la seconde place du classement final.
L'été 1996 est assez tumultueux en bord de Meuse. Le HCHL vire, en effet, leur nouvel entraîneur, le Roumain Ion Puscaciu, après deux semaines pour le remplacer par l'ancien sélectionneur de la Yougoslavie et de Serbie-Monténégro, Jezdimir Stankovic. Néanmoins, celui-ci n'arrivant qu'en janvier, Alex Wagner reprend donc l'équipe en intérim.
Sur le plan sportif, le HC Herstal-Liège dispute la Coupe des vainqueurs de coupe (C2) où il se retrouve face à l'équipe lituanienne du Lusis Kaunas en seizième de finale dans deux matchs disputés à domicile, à Bressoux. S'imposant 20 à 16 lors de la première manche, les Herstaliens se qualifient pour les huitièmes de finale à l'issue d'une seconde partie où ils sont toutefois tenus en échec, 18 partout. En huitième de finale, le HCHL est opposé à l'équipe islandaise du KA Akureyri. Débutant cette double confrontation en Islande, les Liégeois réussissent à faire jeu égal avec leur adversaire, le jeu passant de 2 à 3 à 6 à 5. Mais, face aux multiples offensives islandaise et à leur colosse cubain Julián Duranona qui inscrit 12 buts. Les Liégeois, alors menés 13 à 10 au repos, sont défaits 26 à 20. Lors du match retour, bien le matricule 58 arrive néanmoins à tenir en échec les Islandais, cela ne s'avèrera guère suffisant pour les Liégeois qui sont ainsi éliminés sur un score total de 49 à 43.
Après l'élimination en Europe, Jean-Luc Grandjean, blessé, reprend l'intérim d'Alex Wagner à la tête de l'équipe, ce dernier devant quitter son poste pour des raisons professionnelles. En Coupe de Belgique, après avoir éliminé, comme l'année dernière[C'est-à-dire ?] l'Initia HC Hasselt en quart de finale. Herstal-Liège réussit à éliminer l'Ajax Lebbeke en demi-finale et arrivent, pour la seconde année consécutive, à atteindre la finale. Opposé au Sporting Neerpelt, à Gand, la finale est très disputée avec notamment un 13 partout à la pause. Après avoir pris un léger avantage en début de seconde période, les hommes de Jezdimir Stankovic se font toutefois rattraper et puis dépasser à cause de plusieurs erreurs successives. Dès lors, les Campinois en profitent pour creuser l'écart et malgré, le jusqu'au-boutisme des Liégeois, Neerpelt remporte la partie et le trophée, s'imposant 27 à 25. En championnat, le Herstal-Liège termine à la seconde place d'une phase régulière dominée par son voisin beynois. Juste avant de débuter les Play-offs, un évènement extra sportif vient perturber l'équilibre du club, le président Harry Valkeners ainsi que le coach Stankovic donnent, en effet, leur démission. Jean-Luc Grandjean reprend donc les commandes de l'équipe pour Play-offs. Contrairement à la saison passée, ce tour ne se joue pas en phase aller-retour mais selon une phase finale où le premier affronte le quatrième et le deuxième le troisième. Herstal-Liège est ainsi confronté à l'Initia HC Hasselt mais, concédant une défaite à domicile sur le petit score de 20 à 22. Les armuriers ne font pas mieux lors du match retour à l'Alverberg, défait lourdement, 20 à 13. Devant disputer la petite finale, Herstal-Ans tombe face à l'Union beynoise. Dans cette double confrontation, ce sont les armuriers qui réussissent à émerger. Après avoir, en effet, remportés leur match à l'extérieur, les jaune et bleu s'imposent facilement 29 à 24 devant leur public. Terminant ainsi à la troisième place, synonyme de qualification en Coupe des Villes (C4).

#### 1997-2001: Les années de transition
La perte d'Harry Valkeners, qui était un important mécène pour le club mosan, aura beaucoup d'influence sur le noyau liégeois pour cette saison 1997-1998. Ainsi, l'international néerlandais Robert Nijdam part pour la Bundesliga, Stéphane Bouhy pour le HC Eynatten, Baudouin Dupont pour Neerpelt tandis que Luc Deltombe s'en va à l'Initia HC Hasselt. Affaibli, le HCHL fait appel à Yangandi d'Eupen et à Strijckers du HC Kiewit. Sans entraîneur, depuis le départ Stankovic, Jean-Luc Grandjean est reconduit à son rôle de joueur-entraîneur. Le fait, pour le matricule 58, de donner les clefs de l'équipe à Jean-Luc Grandjean, voire du club, témoigne d'une transition avec ce qu'était le HC Herstal-Liège les saisons précédentes. Désormais, toujours présent en Division 1, le club n'a pas l'effectif pour revendiquer les bons résultats passés. Herstal-Liège se restructura donc profondément et ce, par le biais de Grandjean qui misa avant tout sur une politique de formation des jeunes.
Sur le plan sportif, troisième la saison passée, le matricule 58 représente logiquement la cité ardente en Coupe d'Europe. Opposé au club roumain du Fibrex Săvinești, Herstal est éliminé lors du premier tour. Défait en Roumanie sur le score de 28 à 24, les Mosans n'arrivent, en effet, pas à combler cet écart à domicile, s'inclinant même 19 à 21. Au niveau national, les saisons se suivent et se ressemblent pour le HC Herstal-Liège, toujours entrainés par Jean-Luc Grandjean qui laisse de côté le terrain pour pleinement se consacrer à l'équipe, le matricule 58 terminent trois fois septième à l'issue des saisons 1997-1998, 1998-1999 et 1999-2000. Le résultat est le même en Coupe de Belgique où le matricule 58 n'arrive pas à se hisser plus loin que les huitièmes de finales.
Lors de la saison 2000-2001, les résultats se font mieux ressentir en bord de Meuse. Parvenant à se qualifier pour les play-offs, regroupant désormais non pas quatre, mais six équipes. Herstal réussit à terminer la saison à la cinquième place de la phase régulière. Dans le Groupe A, avec l'Union beynoise et le HC Eynatten. Herstal-Liège termine bon dernier de cette pool, ce qui le renvoie mathématiquement à une sixième place au classement finale du championnat.

### HC Herstal/Ans

#### 2001-2004: Le soubresaut avant le déclin
L'été 2001, signe le grand retour de Jean-Marie Valkeners au sein de la direction du matricule 58, le club est alors profondément refondé. Le Handball Club Herstal-Liège déménage ainsi de Bressoux pour émigrer à Ans au Hall des Sports Henri Germis, le matricule est alors renommé et devient le Handball Club Herstal/Ans. Ce retour de Valkeners aux affaires aura des conséquences positives pour le club principautaire. Le matricule 58 renoue avec les victoires et redevient ainsi performant. Terminant à la troisième place la phase classique, Herstal/Ans se qualifie aisément en Play-off. On ne pourra pas dire la même chose en Coupe de Belgique où les hommes de Jean-Luc Grandjean sont éliminés par le rival beynois en huitième de finale, 21 à 20.
En Play-off, le club se retrouve dans le groupe du HC Eynatten et du KV Sasja HC. Pour atteindre la finale du championnat, les mosans doivent remporter tout leur match, et surtout ceux face aux germanophones. Mais, après avoir remporté chacun de leur match à domicile, une victoire en terre anversoise, Herstal/Ans est défait sur le terrain d'Eynatten, 22 à 20. Terminant second de leur groupe, les Liégeois disputent dès lors le match pour la troisième place où ils sont confrontés à leur bourreau de la Coupe, le rival de l'Union beynoise. Bien que le match se tienne à domicile, le matricule 58 s'incline face aux bleus et blancs de Beyne, 17 à 20. Terminant la saison à la quatrième place, retrouvant le haut du tableau, Herstal/Ans est par une nouvelle qualification européenne, en Coupe EHF (C3), la saison prochaine. Une énième campagne européenne qui constituera la dernière du matricule 58.
Lors de la saison 2002-2003, Jean-Luc Grandjean, voulant se consacrer à la carrière sportive de ses enfants, décide de quitter ses fonctions d'entraîneur. Eddy Bontem, alors assistant, devient alors le nouvel entraîneur du HC Herstal/Ans. Qualifié en Coupe de l'EHF (C3), les Herstaliens devront se défaire des Turcs de la Polis Akademisi Ankara. Victorieux dans leur nouvel salle d'Ans sur le mince score de 25 à 24, les hommes de Eddy Bontem ne réussirent pas à prendre la mesure de leur adversaire en Turquie, s'inclinant 19 à 25, avec une équipe déforcée[Quoi ?]. À l'échelle national, le matricule 58 réalise un très beau parcours en Coupe de Belgique. Après avoir, en effet, passés les huitièmes et les quarts de finale au détriment de Villers et de Turnhout, les Liégeois se font éliminer en demi-finale par l'impressionnante équipe limbourgeoise du Sporting Neerpelt. En championnat, le club se qualifie de justesse pour en les Play-offs, à 1 point du KV Sasja HC, premier non qualifiable. Dans le groupe B de ce tour final, les Liégeois terminent bon dernier, malgré quelques bons résultats, dans un groupe composé de Tongres et d'Hasselt. Le club joua ainsi le match pour la cinquième place mais, face à l'Union beynoise, les jaune et bleu sont défaits 34 à 26.
La saison 2003-2004 voit le grand retour de Jean-Luc Grandjean en tant qu'entraîneur. Éliminé en huitième de finale de la Coupe de Belgique par le HCE Tongeren, 33 à 23, Herstal/Ans réalise une catastrophique saison en championnat, terminant à la 10e et dernière place, avec seulement 7 points. Le matricule 58 est relégué en Division 1, soit l'ancienne Division 2.

#### 2004-2007: Allers-retours
Relégués en Division 1, sous la houlette du nouvel entraîneur, Bujar Qerimi, les Herstaliens arrivent à terminer à la seconde place d'un championnat dominé par le HC Atomix. Qualifié pour les barrages, le matricule 58 réussit de justesse à se qualifier pour la Division d'Honneur. Principal artisan de la remontée du matricule 58, Bujar Qerimi est conservé à son poste d'entraîneur. Le principal objectif pour le club est tout logiquement le maintien parmi cette élite. Terminant à la 9e place la phase classique, les hommes de Bujar Qerimi se sauvent d'une relégation directe, mais doivent encore disputés les barrages. En compagnie du HC Atomix, du ROC Flémalle et du Kreasa HB Houthalen, Herstal/Ans se loupe complètement avec aucune victoire, un nul et cinq défaites. Les armuriers terminent à la quatrième place de ces barrages, synonyme d'une nouvelle relégation à l'échelon inférieur.
Ces barrages catastrophiques auront la peau de l'entraîneur Bujar Qerimi, remplacé par Werner Roef. Cette nouvelle descente en Division 1 (2e niveau) est très laborieuse pour le club liégeois qui termine à la 10e place. Faute de ne pas pouvoir jouer les barrages pour la monter, Herstal/Ans se contenta des barrages pour le maintien. Dans un groupe composé du STHV Juventus Melveren, de la deuxième équipe du KV Sasja HC Hoboken et du HV Arena Hechtel, les Liégeois réussissent à se maintenir, terminant premier.

### VOO HC Herstal

Logo du VOO HC Herstal de 2007 à 2009.

#### 2007-2009: Retour à Herstal
2007 signe le grand retour pour le matricule 58 dans sa commune d'origine d'Herstal. Exilé depuis 15 ans à Bressoux puis à Ans, le club pourra ainsi disposer d'un tout nouveau hall omnisports. Outil unique en Province de Liège, comprenant trois salles pour pratiquer le handball, disposant d'une capacité pouvant accueillir plus d'un millier de personnes, le Hall omnisports "La Préalle" est une infrastructure qui fait office de base solide pour le club herstalien dans l'optique de reformer une équipe compétitive.
Outre l'équipement sportif, le club se rebaptise VOO Handball Club Herstal, associant son nom avec le câblodistributeur belge VOO. Si le matricule 58 s'associe avec cette entreprise, c'est tout simplement, car Jean-Marie Valkeners en est le responsable Events et Sponsoring. Faisant profiter aussi son club, le puissant homme d'affaires liégeois avait également réussi à élaborer d'autres contrats entre VOO et le Standard de Liège, le RFC Liège, le Liège Basket, le RBC Verviers-Pepinster, mais aussi Liège-Bastogne-Liège et le Tour de France. Le VOO HC Herstal qui, en plus de l'intégration du nom de la société dans le sien, va également troquer ses couleurs pour celle de la société, soit en rose fuchsia et en noir.
Avec un noyau composé d'anciens et de jeunes éléments, emmenée par Didier Charlier, les fuchsias ont pour principal objectif de simplement faire mieux que l'année dernière[C'est-à-dire ?]. Mais, les résultats ne suivent pas et Didier Charlier est limogé. Remplacé par Maurice Di Giacomo. Le nouveau coach décide, après quelques semaines, de jeter l'éponge. Le retour à la tête de l'équipe de Jean-Luc Grandjean ne change rien pour des armuriers qui terminent 10e, bien loin du haut du classement.
La saison 2008-2009, qui constitue la dernière de l'histoire du matricule 58, ne sera guère meilleur. Remplacé par Jean-Luc Grandjean, les armuriers terminent le championnat, comme la saison précédente, à la dixième place. Le VOO Handball Club Herstal cesse ses activités en mai 2009.

#### 28 mai 2009: Disparition du matricule 58
En mai 2009, le VOO Handball Club Herstal fusionne avec le Royal Olympic Club Flémalle pour former le VOO Handball Club Herstal-Flémalle Royal Olympic Club. Ce nouveau club hérite du précieux matricule 6, le matricule flémallois (dix fois Champion de Belgique et trois fois vainqueurs de la Coupe de Belgique) qui est conservé au détriment du matricule 58 qui disparaît après 49 ans d'activité.
Le nouveau club formé conserve les couleurs du VOO HC Herstal et évoluera dans le Hall Omnisports "La Préalle" à Herstal. Cette fusion avantage les deux clubs. Herstal, qui peut désormais évoluer en Division d'Honneur (Renommé Division 1), et Flémalle en proie à des problèmes financiers. Le nouveau club est l'amalgame des deux. L'équipe première est ainsi composée de joueurs issus de deux formations, tandis que Jean-Luc Grandjean reste à la tête de l'équipe première.

### 2009-2013: VOO HC Herstal-Flémalle ROC

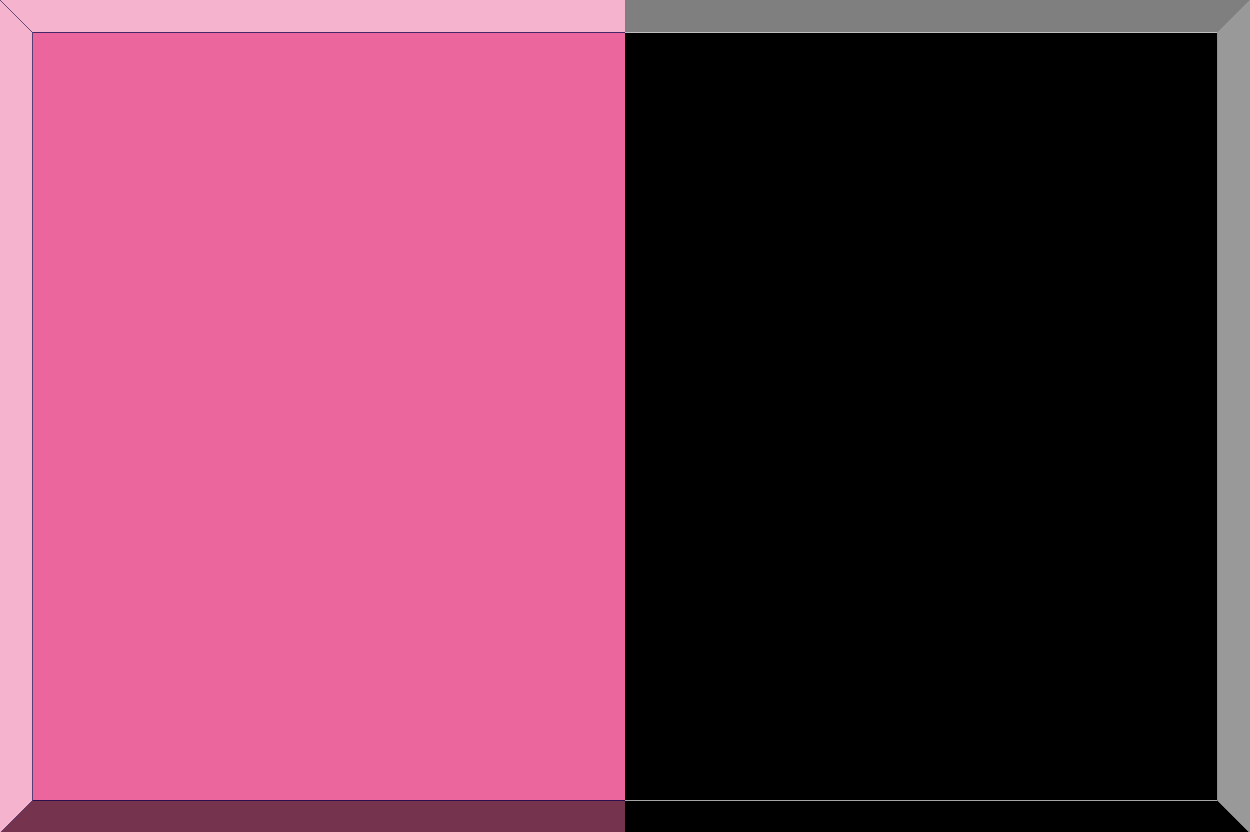
Les couleurs du VOO HC Herstal-Flémalle ROC

En mai 2009, le VOO Handball Club Herstal fusionne avec le Royal Olympic Club Flémalle pour former le VOO Handball Club Herstal-Flémalle Royal Olympic Club. Ce nouveau club hérite donc du matricule 6, celui de Flémalle, qui est conservé au détriment du matricule 58 qui disparaît après 49 ans d'activité. Cette fusion est plutôt vu comme une coalition des deux clubs car elles les avantagent tous deux. Ainsi, Herstal peut désormais évoluer en Division d'Honneur (Renommé Division 1) tandis que Flémalle, en proie à des problèmes financiers, peut désormais se renforcer économiquement. Une coalition qui est dès lors l'amalgame des deux clubs. C'est-à-dire que l'équipe première est ainsi composée de joueurs issus de deux formations. Jean-Luc Grandjean, l'entraîneur du VOO HC Herstal, est nommé à la tête de l'équipe première alors que Gilbert Van Bouchaute, l'ancien homme fort du ROC Flémalle, devient le nouveau président du club. De plus, le club projette de grandes ambitions dans la durée. L'idée est ainsi de créer une structure qui pourrait désormais concurrencer les clubs flamands, alors intouchables.
Néanmoins, la coalition tourne court. Herstal-Flémalle choisit de conserver les couleurs du défunt VOO HC Herstal ainsi que d'évoluer dans sa salle au détriment de la Salle André Cools. De plus, les promesses émises lors de la fusion ne sont pas tenues avec la suppression des équipes dames et des sections jeunes tant du côté de Flémalle que du côté d'Herstal,. La création du HC Flémalle en 2010, un an après la fusion, démontre bien l'inactivité du matricule 6 dans cette commune. Le HC Flémalle qui en 2012 deviendra le Racing Olympic Club Flémalle, soit le nouveau ROC Flémalle.
Cette désillusion tant du côté des équipes femmes que des équipes jeunes sera également vécue quelques années après par les équipes hommes. En Division 1, le VOO HC Herstal-Flémalle ROC ne parviendra ainsi jamais à émerger. Deuxième non relégable en 2010, premier non relégable en 2011. Herstal-Flémalle n'arrive pas à faire mieux lors de la saison 2011/2012. De plus, le club voit Jean-Luc Grandjean quitter son poste lors du début des Play-Downs. Thierry Finet prend alors les rênes de l'équipe et réussit à limiter la casse, terminant deuxième non relégable.
Lors du début de saison 2012-2013, un rapprochement s'opère avec le matricule 585 du HC Grâce-Hollogne, évoluant en D1 LFH (3e niveau). Les deux clubs gardent alors une indépendance vis à vis de l'autre au niveau de leur équipe première mais décident d'aligner une équipe mixte en Promotion Liège (4e niveau). De plus sans aucune politique de formation des jeunes, cette collaboration permet à Herstal-Flémalle de s'aligner sur celle de Grâce-Hollogne. Mais cette consolidation ne permit pas au matricule 6 de se sauver lors de cette saison 2012-2013. Dernier à l'issue de la phase régulière, les roses et noirs ne parviendront pas à se maintenir lors des Play-Downs, terminant comme la phase classique à la dernière place.
Relégué en Division 2, les dirigeants du VOO HC Herstal-Flémalle ROC décident de mettre en œuvre l'alliance initié avec le HC Grâce-Hollogne. Herstal-Flémalle déménage donc dans la commune de Grâce-Hollogne.

### Depuis 2019: Le retour du HC Herstal et du matricule
Afin de se propulser en nationale et, peut-être aussi d'éviter la disparition d'un matricule historique, le comité du HC Herstal/Trooz décide de reprendre le matricule de Grâce-Hollogne qui dépose le bilan. Le matricule 6 revient alors à Herstal qu'il avait quitté 6 ans plutôt. Le club se renomme alors Handball Club Herstal, renouant pleinement avec son prestigieux passé.
Débutant en Division 2, avec comme nouvel entraîneur Patrick Fonck, le HC Herstal termine la phase classique à la 3e place de la saison 2019-2020. Se qualifiant ainsi aisément pour les Play-offs lors desquelles, Herstal se loupe complètement terminant à la quatrième place du classement.

### Liste des affaires
- Affaire Jo Delpire : Cette affaire débute en mars de la saison 1992/1993 où Joseph Delpire signe un contrat avec Jean-Marie Valkeners, le président du club, stipulant qu'il restait sous contrat avec le club mosan pour une saison. Toutefois, lors du début de la saison des transferts, Joseph dépose une demande de transfert pour rejoindre l'Initia HC Hasselt, mais le club liègeois ne trouve aucun accord avec le club flamand pour son transfert car Valkeners aurait demandé un million de franc belge (24 789.40 €) avant de redescendre à 700 000 mille franc belge (17 352.58 €), alors que Joseph valait 150 000 franc belge (3 718.41 €), Joseph déclara dès lors qu'il ne jouera pas avec le maillot de Herstal, cette saison[93]. Ce qu'il fit puisque Joseph resta au repos toute la saison 1993/1994, ce qui ne l'empêcha pas d'être repris en sélection alors que le tribunal rejeta sa plainte. Finalement, un accord est trouvé en 1994 puisque malgré les réticences de Herstal et de son président Valkeners dont l'intransigeance lui a coûté un an de chômage forcé. Il a même tenté d'obtenir de la Fédération qu'elle radie à vie Joseph, la Commission des transferts officialisa son passage à Hasselt en 1994
- Affaire Neerpelt-Herstal
- Affaire Herstal-Hechtel
- Affaire Strijckers

## Palmarès
| Compétitions nationales |
| - Championnat de Belgique (1) - Premier : 1990-1991 - Vice-champion : 1989-1990, 1994-1995, 1995-1996 - Coupe de Belgique (2) - Vainqueurs : 1992, 1996 - Finaliste : 1989, 1991, 1997 |

### Palmarès individuels
Trophées individuels des joueurs du HC Herstal
| Handballeur de l'année |
| - 1992 Luc Deltombe    |

### Records
Le HC Herstal:
- évolua 21 saisons en division 1
- fut Champion de Belgique en 1991.
- fut deux fois vainqueurs de la Coupe de Belgique en 1992 et 1996.
- arriva cinq fois en finale de la Coupe de Belgique en 1989, 1991, 1992, 1996 et 1997.
- est le second club herstalien à avoir remporté le titre de champion ainsi que la Coupe de Belgique.
- joua vingt-quatre matchs en Coupe d'Europe pour neuf campagnes.
- remporta huit matchs en Coupe d'Europe pour trois qualifications au tour suivant.

## Parcours
| Saison                      | Niveau                | Division              | Rang                  | Coupe                 | Coupe d'Europe        |
| --------------------------- | --------------------- | --------------------- | --------------------- | --------------------- | --------------------- |
| Matricule 58                |                       |                       |                       |                       |                       |
| Handball Club Herstal       |                       |                       |                       |                       |                       |
| 1961-1962                   | ?                     | ?                     | ?                     | ?                     | -                     |
| 1962-1963                   | ?                     | ?                     | ?                     | ?                     | -                     |
| 1963-1964                   | ?                     | Provinciale           | ?                     | ?                     | -                     |
| 1964-1965                   | ?                     | ?                     | ?                     | ?                     | -                     |
| 1965-1966                   | ?                     | ?                     | ?                     | ?                     | -                     |
| 1966-1967                   | ?                     | ?                     | ?                     | ?                     | -                     |
| 1967-1968                   | ?                     | ?                     | ?                     | ?                     | -                     |
| 1968-1969                   | ?                     | ?                     | ?                     | ?                     | -                     |
| 1969-1970                   | 4e                    | ?                     | ?                     | ?                     | -                     |
| 1970-1971                   | 3e                    | Division 3            | ?                     | ?                     | -                     |
| 1971-1972                   | 2e                    | Division 2            | ?                     | ?                     | -                     |
| 1972-1973                   | 2e                    | Division 2            | ?                     | ?                     | -                     |
| 1973-1974                   | 2e                    | Division 2            | ?                     | ?                     | -                     |
| 1974-1975                   | 2e                    | Division 2            | ?                     | ?                     | -                     |
| 1975-1976                   | 2e                    | Division 2            | ?                     | ?                     | -                     |
| 1976-1977                   | 2e                    | Division 2            | ?                     | ?                     | -                     |
| 1977-1978                   | 1er                   | Division 1            | 10e                   | ?                     | -                     |
| 1978-1979                   | 2e                    | Division 2            | ?                     | ?                     | -                     |
| 1979-1980                   | 2e                    | Division 2            | ?                     | ?                     | -                     |
| 1980-1981                   | 2e                    | Division 2            | ?                     | ?                     | -                     |
| 1981-1982                   | 1er                   | Division 1            | 8e                    | ?                     | -                     |
| 1982-1983                   | 1er                   | Division 1            | 8e                    | ?                     | -                     |
| 1983-1984                   | 1er                   | Division 1            | 8e                    | ?                     | -                     |
| 1984-1985                   | 1er                   | Division 1            | 3e                    | ?                     | -                     |
| 1985-1986                   | 1er                   | Division 1            | 6e                    | ?                     | -                     |
| 1986-1987                   | 1er                   | Division 1            | 6e                    | ?                     | -                     |
| 1987-1988                   | 1er                   | Division 1            | 5e                    | ?                     | -                     |
| 1988-1989                   | 1er                   | Division 1            | 4e                    | Finaliste             | -                     |
| 1989-1990                   | 1er                   | Division 1            | 2e                    | 1/4 de finale         | C2: 1re tour          |
| 1990-1991                   | 1er                   | Division 1            | 1er                   | Finaliste             | C3: 1/8 de finale     |
| 1991-1992                   | 1er                   | Division 1            | 4e                    | Vainqueur             | C1: 1re tour          |
| Handball Club Herstal-Liège |                       |                       |                       |                       |                       |
| 1992-1993                   | 1er                   | Division 1            | 3e                    | 1/4 de finale         | C2: 1/8 de finale     |
| 1993-1994                   | 1er                   | Division 1            | 6e                    | 1/8 de finale         | C4:1/16 de finale     |
| 1994-1995                   | 1er                   | Division 1            | 2e                    | 1/8 de finale         | -                     |
| 1995-1996                   | 1er                   | Division 1            | 2e                    | Vainqueur             | C3:1/16 de finale     |
| 1996-1997                   | 1er                   | Division 1            | 3e                    | Finaliste             | C2:1/8 de finale      |
| 1997-1998                   | 1er                   | Division 1            | 7e                    | ?                     | C4:1/16 de finale     |
| 1998-1999                   | 1er                   | Division 1            | 7e                    | ?                     | -                     |
| 1999-2000                   | 1er                   | Division d'Honneur    | 7e                    | ?                     | -                     |
| 2000-2001                   | 1er                   | Division d'Honneur    | 6e                    | ?                     | -                     |
| Handball Club Herstal/Ans   |                       |                       |                       |                       |                       |
| 2001-2002                   | 1er                   | Division d'Honneur    | 4e                    | 1/8 de finale         | -                     |
| 2002-2003                   | 1er                   | Division d'Honneur    | 6e                    | 1/2 finale            | C3: 1re tour          |
| 2003-2004                   | 1er                   | Division d'Honneur    | 10e                   | 1/8 de finale         | -                     |
| 2004-2005                   | 2e                    | Division 1            | 2e                    | ?                     | -                     |
| 2005-2006                   | 1er                   | Division d'Honneur    | 9e                    | ?                     | -                     |
| 2006-2007                   | 2e                    | Division 1            | 10e                   | 1/8 de finale         | -                     |
| VOO Handball Club Herstal   |                       |                       |                       |                       |                       |
| 2007-2008                   | 2e                    | Division 1            | 10e                   | ?                     | -                     |
| 2008-2009                   | 2e                    | Division 1            | 10e                   | ?                     | -                     |
| Matricule 006               |                       |                       |                       |                       |                       |
| VOO HC Herstal-Flémalle ROC |                       |                       |                       |                       |                       |
| 2009-2010                   | 1                     | Division 1            | 8e                    | ?                     |                       |
| 2010-2011                   | 1                     | Division 1            | 9e                    | ?                     |                       |
| 2011-2012                   | 1                     | Division 1            | 8e                    | ?                     |                       |
| 2012-2013                   | 1                     | Division 1            | 10e                   | 1/4 de finale         |                       |
| Matricule 585               |                       |                       |                       |                       |                       |
| Handball Club Herstal-Trooz |                       |                       |                       |                       |                       |
| 2013-2014                   | 3e                    | D1 LFH                | 10e                   | ?                     |                       |
| 2014-2015                   | 4e                    | Promotion Liège       | 5e                    | ?                     |                       |
| 2015-2016                   | 4e                    | Promotion Liège       | 7e                    | ?                     |                       |
| 2016-2017                   | 4e                    | Promotion Liège       | 6e                    | ?                     |                       |
| 2017-2018                   | 4e                    | Promotion Liège       | 2e                    | ?                     |                       |
| 2018-2019                   | 4e                    | D1 LFH                | 4e                    |                       |                       |
| Matricule 006               |                       |                       |                       |                       |                       |
| Handball Club Herstal       |                       |                       |                       |                       |                       |
| 2019-2020                   | 2                     | Division 2            | 4e                    | 1/16 de finale        |                       |
| 2020-2021                   | 2                     | Division 2            | -                     | -                     |                       |
| 2021-2022                   | 2                     | Division 2            | 4e                    | 1/4 de finale         |                       |
| 2022-2023                   | Pas d'équipe inscrite | Pas d'équipe inscrite | Pas d'équipe inscrite | Pas d'équipe inscrite | Pas d'équipe inscrite |
| 2023-2024                   | Pas d'équipe inscrite | Pas d'équipe inscrite | Pas d'équipe inscrite | Pas d'équipe inscrite | Pas d'équipe inscrite |
| 2024-2025                   | Pas d'équipe inscrite | Pas d'équipe inscrite | Pas d'équipe inscrite | Pas d'équipe inscrite | Pas d'équipe inscrite |
| Matricule 058               |                       |                       |                       |                       |                       |
| Handball Club Herstal       |                       |                       |                       |                       |                       |
| 2025-2026                   | Pas d'équipe inscrite | Pas d'équipe inscrite | Pas d'équipe inscrite | Pas d'équipe inscrite | Pas d'équipe inscrite |

 * Légende : C1=Coupe des clubs des champions; C2=Coupe des vainqueurs de coupe; C3= Coupe de l'IHF/EHF; C4: Coupe des Villes; 

### Campagnes européennes
| HC Herstal |                               |                |                       |       |       |        |                        |
| Saison     | Compétition                   | Tour           | Club                  | Aller | Total | Retour | Club                   |
| 1989-1990  | Coupe des vainqueurs de coupe | 1er tour       | HC Herstal            | 23–20 | 35–35 | 12–15  | HV Aalsmeer            |
| 1990-1991  | Coupe IHF                     | 1er tour       | HC Herstal            | 16-16 | 36-35 | 20-19  | ZMC Amicitia Zurich    |
| 1990-1991  | Coupe IHF                     | 1/8 de finale  | HC Herstal            | 20-20 | 38-46 | 18-26  | RK Borac Banja Luka    |
| 1991-1992  | Coupe des clubs champions     | 1er tour       | HC Herstal            | 19-19 | 41–45 | 22–26  | Grasshopper Club       |
| 1992-1993  | Coupe des vainqueurs de coupe | 1er tour       | Grasshopper Club      | 21-17 | 37-40 | 16-23  | HC Herstal-Liège       |
| 1992-1993  | Coupe des vainqueurs de coupe | 1/8 de finale  | CBM Avidesa Alzira    | 27-16 | 55-33 | 28-17  | HC Herstal-Liège       |
| 1993-1994  | Coupe des Villes              | 1/16 de finale | HC Herstal-Liège      | 22-21 | 41–50 | 19–29  | RK Metalurg Skopje     |
| 1995-1996  | Coupe EHF                     | 1/16 de finale | Kadetten Schaffhausen | 25-18 | 46–40 | 21–22  | HC Herstal-Liège       |
| 1996-1997  | Coupe des vainqueurs de coupe | 1/16 de finale | HC Herstal-Liège      | 20-16 | 38-34 | 18-18  | Lusis Kaunas           |
| 1996-1997  | Coupe des vainqueurs de coupe | 1/8 de finale  | KA Akureyri           | 26-20 | 49-43 | 23-23  | HC Herstal-Liège       |
| 1997-1998  | Coupe des Villes              | 1/16 de finale | Fibrex Săvinești      | 28-24 | 49–43 | 21–19  | HC Herstal-Liège       |
| 2002-2003  | Coupe EHF                     | 1er tour       | HC Herstal/Ans        | 25-24 | 44-49 | 19–25  | Polis Akademisi Ankara |
|            |                               |                |                       |       |       |        |                        |

#### Clubs rencontrés
| - CBM Avidesa Alzira - Lusis Kaunas - KA Akureyri - RK Metalurg Skopje - HV Aalsmeer - Fibrex Săvinești | - Grasshopper Club (2 fois) - ZMC Amicitia Zurich - Kadetten Schaffhausen - Polis Akademisi Ankara - RK Borac Banja Luka |

## Identité

### Noms et Surnoms

#### Noms
Le club a été nommé sous quatre appellations différentes :
- HC Herstal (1960-1992) : aussi dénommé HCH
- HC Herstal-Liège (1992-2001) : aussi dénommé HCHL ou HCH Liège
- HC Herstal/Ans (2001-2007) : aussi dénommé HCHA
- VOO HC Herstal (2007-2009) : aussi dénommé HCH ou HC Herstal

#### Surnoms
- Les armuriers : référence à la fabrique d'arme de la FN Herstal situé dans la commune.
- Le matricule 58 : Numéro de Matricule dressé par l'Union royale belge de handball.
- Les Herstaliens/Club herstalien : référence aux habitants d'Herstal.
- Les Liégeois/Club liégeois : référence aux habitants de la Province de Liège, de l'Arrondissement administratif de Liège et de la ville de Liège.
- Les Principautaires/Club principautaire : référence à l'ancienne Principauté épiscopale de Liège.
- Les Mosans : référence au habitants se situant en bord de la Meuse.
- Les jaune et noir : Lorsque le club jouait en jaune et noir, soit de 1960 à 1992 et de 1999 à 2007.
- Les jaune et bleu : Lorsque le club jouait en jaune et bleu, soit de 1992 à 1999.
- Les coalisés : Lorsque le club jouait à Ans
- Les Ansois/Club ansois : Lorsque le club jouait à Ans.
- Les fushias : Lorsque le club jouait en rose fuschia, soit de 2007 à 2009.
- Les rose et noir : Lorsque le club jouait en rose et noir, soit de 2007 à 2009.

### Maillot et couleurs

Logo de VOO.

Les couleurs du HC Herstal ont changé à de multiples reprises. Au départ, les couleurs de bases du HC Herstal sont le jaune et le noir. Mais, lors du déménagement à Bressoux, en 1992, le matricule 58 troque son jaune et noir pour le jaune et bleu. En 1999, à la suite de la restructuration du club, opérée entre autres par Jean-Luc Grandjean, Herstal revient à ses couleurs de bases. Le déménagement à Ans 
en 2001 n'aura aucune influence sur les tenues du club liégeois.
En 2007, le matricule revient à Herstal. Plusieurs changement s'opère, le phénomène de naming n'épargnera pas le club qui s'associe à VOO et devient le VOO HC Herstal. En plus du nom, Herstal évolue lors des deux dernières saisons de son existence avec les couleurs de la société.
Évolution du maillot du HC Herstal
| Maillot type du HC Herstal | Maillot type du HC Herstal-Liège | Maillot type du HC Herstal/Ans | Maillot type du VOO HC Herstal |

## Personnalités liées au club

### Présidents
- Jean-Marie Valkeners 1988-1996
- Louis Deltombe 1996-1996
- Harry Valkeners 1996-1997
- Alain Tison 1997-1997
- ? 1997-2001
- Jean-Marie Valkeners 2001-2009

### Entraîneurs
- Chief Wauben (nl) (70's)
- Pim Rietbroek (1986-1988)
- Thierry Herbillon (1988-1992)
- Luc Vercauteren  (1992-1992)
- Jacky Bar (1992-1994)
- Thierry Herbillon (1994-1996)
- Alex Wagner (1996-1996)
- Ion Puscaciu (1996-1996)
- Alex Wagner (1996-1996)
- Jean-Luc Grandjean (1996-1997)
- Jezdimir Stanković (hr) (1997-1997)
- Jean-Luc Grandjean (1997-2002)
- Eddy Boten (2002-2003)
- Jean-Luc Grandjean (2003-2004)
- Bujar Querimi (2004-2006)
- Werner Roef (2006-2007)
- Didier Charlier (2007-2008)
- Maurice Di Giacomo (2008-2008)
- Jean-Luc Grandjean (2008-2009)

### Joueurs passés par le club
- Alexander Bartek
- Pierre Bellery
- Thierry Bernimoulin
- Stéphane Bouhy
- Patrick Buzeaud
- Yves Biver
- Luc Brouwers
- Jean-Marc Casini
- Didier Charlier
- Raphael Crnjak
- Jean-Paul Dehousse
- Joseph Delpire
- Luc Deltombe
- Thibaut Demoulin
- Maurice Di Giacomo
- Bernard Dubuc
- Hennin Dubuc
- Jean-Michel Dubuc
- Jean-Philippe Dubuc
- Thierry Dubuc
- Coco Duchesne
- Baudouin Dupont
- Laurent Haglestein
- Onofrio Filorizzo
- Thierry Finet
- Jaroslaw Flont
- Patrice Fonck
- Pierre François
- Geoffrey Franken
- Alain Frenay
- Pierre Fontaine
- Richard Gérard
- Jean-Luc Grandjean
- François Haway
- Dennis Hennin
- Olivier Leleux
- Robert Nijdam
- Bernard Olivier
- Lionel Orban
- Davor Peric
- Mirko Picone
- Jean-François Piette
- Bujar Qerimi
- Vincent Rauen
- Ton Reynders
- Wim Roels
- Ramesh Seetharaman
- Nicolas Sools
- Jan Stryckers
- Pietro Valle
- Johan Valkeners
- Denis Vanderdonckt
- Nicolas Van Looy
- Jean-Jacques Yangandi

## Infrastructure
- La Ruche (?-1992) : C'était au départ la Maison du peuple de Herstal. Cette maison du peuple comprenait notamment dans les années 30 une salle de spectacle et une salle de sports. Mais, dans les années 60, la salle de spectacle deviendra un cinéma. Finalement, seul le Hall omnisports continua d'exister. C'était entre autres l'entre du HC Herstal[96]. Dans cette salle, le matricule 58 connut ses premières heures de gloires avec un premier parcours européen lors de la saison 1989-1990, un unique titre lors de la saison 1990-1991 et une première Coupe de Belgique à l'issue de la saison 1991-1992. Mais, le matricule 58 décida de déménager pour la saison 1992-1993 au Hall Omnisports de Bressoux, salle récemment rénovée et élargie, mais surtout, répondant aux normes européenne[42]. La Ruche est officiellement démolie en 2011 pour la construction du nouvel Hotel de ville de Herstal ainsi que d'un nouveau Hall des sports[96], le Hall Omnisports Michel Dardenne. Hall dans lequel, emménagea la JS Herstal, le rival.
  - Adresse : Place Jean Jaurès 45, 4040 Herstal
- Hall omnisports de Bressoux (1992-2001) : Situé à Liège, dans la section de Bressoux, le Hall Omnisports de Bressoux répondait mieux aux exigence du jeu à sept dans les années 90. C'est d'ailleurs cette salle que l'URBH choisit pour accueillir la France, alors Championne du monde[97]. Un lieu historique donc pour le handball belge étant donné que les diables rouges arriveront à s'imposer 21 à 20 face aux Barjots. Au niveau du HC Herstal-Liège, on peut retenir du passage à Bressoux, que le matricule 58 réussit à gagner deux autres Coupe de Belgique et entreprit également plusieurs campagnes européennes.
  - Adresse : Rue Ernest Malvoz 11, 4020 Liège
- Hall des Sports Henri Germis (2001-2007) : En 2001, le matricule 58 déménage à Ans, au nord-ouest de Liège, et se renomme le HC Herstal/Ans. Le matricule 58 ne connut pas un bon passage au Hall des Sports Henri Germis car malgré un dernier parcours européen à l'issue de la saison 2002-2003, Herstal se fait relégué en Division 2 la saison suivante. Finalement, Herstal/Ans retrouve sa commune d'origine, Herstal en 2007.
  - Adresse : Rue des Charrons 17, 4431 Loncin
- Hall omnisports "La Préalle" (2007-2009) : Comprenant trois salles pour pratiquer le handball, disposant d'une capacité pouvant accueillir plus d'un millier de personnes, le Hall omnisports "La Préalle" est un outil unique en Province de Liège. Les travaux, débuté en 2005, ont couté au total 5 milions €[78]. Malgré cela, le matricule 58 n'en profita que deux saisons étant donné qu'il fusionne avec le ROC Flémalle en mai 2009. Par la suite, le fruit de cette fusion, le VOO HC Herstal-Flémalle ROC y évolua quatre saisons avant de déménager à Grâce-Hollogne. À la suite de ce déménagement, le HC Herstal/Trooz élira domicile à mi-temps avec le Hall Omnisports de Trooz. Finalement, en 2019, le Herstal/Trooz réussit à ramener le matricule 6 à Herstal et le renomma HC Herstal.
  - Adresse : Rue Emile Muraille 158, 4040 Herstal

| \| La Ruche La Préalle Bressoux Henri Germis \| Localisation des infrastructures où évolua le matricule 58 |
| La Ruche La Préalle Bressoux Henri Germis                                                                  |

## Rivalité
Principal autre club liégeois dans les années 90, les matchs entre l'Union beynoise et Herstal étaient directement qualifiés de derby par la presse, les joueurs ou les supporters,. Par ailleurs de nombreux joueurs sont passés de l'un à l'autre tel que Mirko Picone, Patrick Buzeaud, Luc Deltombe, Yves Joiris, Yves Biver, Richard Gérard ou encore Samuel Van Looy. Au niveau des entraîneurs, Eddy Botem, Bujar Qerimi, Didier Charlier ou encore Jacky Bar ont notamment coaché les deux formations.
En outre, le club a entretenu une certaine rivalité avec les deux autres clubs d'Herstal du HC Inter Herstal et de la JS Herstal, même si les heures de gloires du HC Herstal ne coïncida pas avec celles des deux autres formations herstaliennes.